# Вежа (видавництво)
«Вежа» — українське видавництво. Спеціалізувалося на випуску підручників з різних галузей знань, навчально-методичних комплектів до них, довідників, словників, художньої літератури. 

## Історія та опис
Засноване у 1993 році в Києві. Генеральний директор — В. Сайко (з 1993 року).
Станом на 2005 рік видало 140 назв книжок загальним тиражем понад 7 млн примірників. Серед них — підручники:
- «Зарубіжна література» для 5–9, 11 класів та відповідні хрестоматії,
- «Допризовна підготовка» для 10–11 класів і навчально-методичний посібник до нього,
- підручники для шкіл з російською мовою навчання «Література» Л. Сімакової для 5–8 класів,
- «Французька мова» О. Тимченка для 8–11 класів,
- «Математика» Г. Бевза для 5–6 класів, «Геометрія» Г. Бевза для 7–9 і 10–11 класів,
- «Загальна географія» П. Масляка для 6 класу, «Економічна і соціальна географія світу» П. Масляка та І. Дахна для 10 класу,
- «Англо-український навчальний словник» В. Перебийніс тощо.

Започатковано випуск навчально-методичних комплектів з поглибленим вивченням німецької  мови для початкової школи, зокрема підручник «Німецька мова» Т. Котенко для 1–2 класів та зошит. 
Видавництво працювало над створенням «підручників нового покоління і навчально-методичних комплектів до них за новими освітніми стандартами» для 12-річної школи.